# Georg von Steinmann
Pour les articles homonymes, voir Steinmann.
Georg Franz Maximilian Steinmann, von Steinmann depuis 1888 (né le 7 octobre 1830 à Baumgarten et mort le 4 juin 1901 à Lübeck) est un avocat administratif prussien et président de la province du Schleswig-Holstein.

## Origine
Ses parents sont le conseiller de justice prussien et propriétaire du manoir Karl Friedrich Ludwig Steinmann et son épouse Eleonore, née Gothein. Otto Steinmann est son frère.

## Biographie
Après avoir obtenu son diplôme d'études secondaires à Breslau, Steinmann étudie le droit et les sciences politiques à l'université silésienne Frédéric-Guillaume de Breslau et à l'université Robert-Charles de Heidelberg. En 1849, il est l'un des fondateurs de l'éphémère Corps Saxonia Breslau. La même année, il devient porteur du ruban du corps de Silesia Breslau (de) et - avec Luiz Vieira da Silva (de) - membre du Saxo-Borussia Heidelberg. En 1850, il réussit l'examen d'auscultateur à la cour d'appel d'Halberstadt. De 1850 à 1852, Steinmann effectue son service militaire. En 1853, il réussit l'examen pour devenir stagiaire du gouvernement et en 1857 pour devenir évaluateur du gouvernement à Erfurt. Il travaille ensuite pour le gouvernement de Mersebourg et au ministère prussien de l'Intérieur. En 1860, Steinmann devient administrateur de l'arrondissement de Thorn (de).
Pendant la guerre austro-prussienne, il est commissaire civil du gouvernorat de Prague.
Début décembre 1866, Steinmann est nommé « directeur général de la police » pour l'administration provisoire de la direction de la police d'Hanovre (de).
Presque simultanément à la nomination de Steinmann à la tête de la police de Hanovre, le 13 décembre 1866, « 33 jeunes Hanovriens qui veulent fuir en Amérique pour échapper à leurs obligations militaires sont signalés à Hambourg par un commandement prussien de 50 hommes.».
Au plus tard en 1867, Steinmann, qui vit à l'époque au 16 Friedrichstrasse (de) à Hanovre, reçoit l'Ordre russe de Sainte-Anne, de 3e classe. Début juin 1867, « Sr. Majesté le Roi [...] daigne très gracieusement » de décerner à Steinmann l'Oordre de l'Aigle rouge, de 4e classe, sur un ruban blanc bordé de noir.
Le 9 septembre 1867, von Steinmann est d'abord rappelé au ministère de l'Intérieur à Berlin en tant qu'« ouvrier auxiliaire ». Là, il est nommé maître de conférences en 1870. En 1873, il s'installe à Posen comme vice-président du gouvernement. Un an plus tard, Steinmann est nommé président du district d'Arnsberg. En 1880, il devient haut président de la province du Schleswig-Holstein.
En 1887, il est nommé conseiller privé réel et est élevé à la noblesse prussienne héréditaire le 5 mai 1888. En 1896, Steinmann est libéré du service de la Couronne de Prusse à sa propre demande pour des raisons d'âge.

## Famille
Le 1er juin 1857, Steinmann se marie avec Klara Helene baronne von Werthern (1837-1925), fille du juge Georg Friedrich Rudolf von Werthern (1804-1841). Le couple a plusieurs enfants :
- Elsbeth Klara Eleonore (née en 1858), supérieure à Lübeck
- Anna Klara Maria (née en 1864)
- Georg Hans Ludwig (de) (1866-1938), administrateur de l'arrondissement d'Hünfeld et de l'arrondissement de Glatz, mariée :
  - le 25 mai 1898 avec Frieda Auguste Elisabeth von Bonin (1875-1899)
  - le 15 juin 1901 avec Sinon Fenner (née en 1876)
- Frida Klara Auguste (née en 1868)

## Publications
- G. Steinmann, Streifzüge preußischer Verwaltung durch Böhmen, Berlin: Ferdinand Dümmler’s Verlagsbuchhandlung (Harrwitz und Goßmann), 1866; Digitalisat über die Bayerische Staatsbibliothek